# Panagia
Panagia (in greco Παναγία?) è un ex comune della Grecia nella periferia della Macedonia Centrale di 3897 abitanti secondo i dati del censimento 2001.
È stato soppresso a seguito della riforma amministrativa, detta piano Kallikratis, in vigore dal gennaio 2011 ed è compreso nel comune di Aristotelis.

## Località
Panagia è suddivisa nelle seguenti comunità:
- Megali Panagia
- Gomati
- Pyrgadikia